# Rolf Sanchez
Roelof Johannes Wienk (Ede, 3 juli 1991), beter bekend onder zijn artiestennaam Rolf Sanchez, is een Dominicaans-Nederlandse zanger uit Nederland. Hij is bekend van onder andere de nummers Más más más en Pa Olvidarte die hoog in de Nederlandse hitlijsten stonden.

## Levensloop
Wienk heeft een Dominicaanse moeder, een Nederlandse vader en een jongere broer. In 2011 deed hij mee aan het vierde seizoen van het televisieprogramma X Factor, hier behaalde hij de derde plek. Ondanks zijn verlies ontving hij een platencontract. In hetzelfde jaar verscheen zijn debuutsingle Ave Maria, een Spaanstalige cover van David Bisbal. In 2013 vertrok de zanger naar de Dominicaanse Republiek om zich op Spaanstalige nummers te richten. Het nummer Por Si No Te Vuelvo a Ver bereikte in juni 2015 de eerste plek van de Tropical Songs hitlijst van Billboard.
In 2019 was Wienk te zien in het zangprogramma Beste Zangers. Hier maakte hij samen met Emma Heesters een Nederlandstalige cover van het nummer Pa Olvidarte, dat origineel door de Colombiaanse hiphopgroep ChocQuibTown in 2018 werd uitgebracht. Het nummer werd bij het Nederlandse publiek goed ontvangen, zo behaalde het nummer de tweede plek in zowel de Nederlandse Top 40 en in de Single Top 100. Tevens was hij datzelfde jaar te zien als Carlos in de film Verliefd op Cuba.
In juli 2020 bracht Wienk het nummer Más más más uit, wat hem zijn eerste nummer één hit opleverde.
Eind 2020 zou Wienk twee shows in AFAS Live houden, maar deze gingen niet door vanwege de coronapandemie. In 2021 werden ze opnieuw geannuleerd vanwege een blessure. Wel kondigde hij shows aan voor 2022 die hij in Nederland zou houden; bijna allemaal vonden plaats zoals gepland. Alleen de shows in 013 en Oosterpoort werden verplaatst naar december 2024.
Wienk deed in 2021 mee met De Vrienden van Amstel LIVE! Sinds maart 2021 is Sanchez onderdeel van de gelegenheidsformatie The Streamers, die tijdens de coronapandemie gratis livestream-concerten gaven. Nadat de coronaregels in grote lijnen los werden gelaten, kondigde de formatie ook concerten met publiek aan. In oktober 2021 deed Sanchez mee aan het televisieprogramma Het Jachtseizoen van StukTV op SBS6, waarin hij samen met Wesley Sneijder een duo vormde. Ze wisten hierin uiteindelijk te ontsnappen. In november 2022 was Sanchez gastartiest tijdens de concerten van De Toppers in de Johan Cruijff ArenA. 
Op 27 mei 2022 werd Mi viaje uitgebracht, het debuutalbum van Wienk. Het album behaalde gedurende drie opeenvolgende weken de tweede positie in de Album Top 100. Uiteindelijk werd het album bekroond met platina.
In het voorjaar van 2023 maakte Wienk zijn debuut als jurylid in het SBS6-programma Ministars.
In augustus 2023 kondigde Wienk zijn eigen documentaire aan op Amazon Prime die een maand daarna startte. In de serie "Mi Historia" wordt het leven van Wienk belicht, waarbij zijn succes niet als vanzelfsprekend wordt beschouwd. Met de steun van zijn familie en manager Ruud ter Horst heeft hij talloze obstakels moeten overwinnen. De serie onthult Wienks persoonlijke verhaal op een manier die hij nooit eerder publiekelijk heeft gedeeld, en belicht zijn reis als een vastberaden jonge artiest in de Latin scene, bekend om zijn opvallende stem en gepassioneerde optredens. Tegelijkertijd bracht hij de single Ik denk aan jou uit.
Na een lange stilte van meer dan een halfjaar rondom Wienk door problemen met zijn stem, kondigde hij op 8 april 2024 de single Un chance aan, die op 12 april 2024 zou uitkomen. De single werd echter al een dag eerder uitgebracht op de streamingdiensten, om deze ten gehore te brengen bij de 538 Middagshow. De demo van dit nummer was ook te horen tijdens de laatste aflevering van de docuserie "Mi Historia". Diezelfde dag maakte hij bekend dat hij op 14 december 2024 zijn show "Una Noche" gaat houden. Met een vertraging van 4 jaar zou Wienk eindelijk in AFAS Live staan.

## Privé
Wienk had tot mei 2023 vier jaar lang een relatie met Sophia Mason.

## Trivia
- Wienk koos ervoor zijn moeders achternaam te gebruiken om zijn Dominicaanse identiteit te benadrukken en internationaal door te breken als Spaanstalig artiest. Hij prefereerde Sanchez boven zijn oorspronkelijke achternaam Wienk vanwege de moeilijkheidsgraad van de uitspraak in het buitenland en uit respect voor zijn moeder.
- Wienk zijn broer David Wienk is dj en producer. Hij treedt op onder de artiestennaam Deibeato.
- Wienk woonde van 2015 tot 2018 in Miami.[2]